# Liste der Stolpersteine in Halberstadt
Die Liste der Stolpersteine in Halberstadt enthält alle Stolpersteine, die im Rahmen des gleichnamigen Kunst-Projekts von Gunter Demnig in Halberstadt verlegt wurden. Mit ihnen soll den Opfern des Nationalsozialismus gedacht werden, die in Halberstadt lebten und wirkten. Die erste Verlegung fand am 11. August 2014 statt.

## Liste der Stolpersteine
| Adresse          | Datum der Verlegung | Person | Inschrift                                                                               | Bild                                        | Bild des Hauses |
| ---------------- | ------------------- | --- | --------------------------------------------------------------------------------------- | ------------------------------------------- | --------------- |
| Finckestraße 7 · | 11. Aug. 2014       | Mary Rosner (1890–?) Mary Rosner wurde in Magdeburg geboren und wohnte später in Halberstadt. Von dort aus wurde sie über Magdeburg, Potsdam und Berlin ins Warschauer Ghetto deportiert, wo sie am 12. April 1942 ankam. Ihr weiteres Schicksal ist unbekannt. | Hier wohnte MARY ROSNER geb. Grünberg Jg. 1890 deportiert 1942 Ghetto Warschau ermordet | Stolperstein Finckestraße 7 für Mary Rosner |                 |